# Eparquía de Pinsk y Túrov (católica)
La eparquía de Pinsk y Túrov o de Pinsk y Túrau (en latín: Eparchia Pinscensis et Turoviensis Ruthenorum, en bielorruso: Пінская і тураўская епархія y en polaco: Eparchia turowsko-pińska) fue una circunscripción eclesiástica de la Iglesia católica en Bielorrusia. Se trataba de una eparquía rutena, sufragánea de la archieparquía de Pólotsk, Vítebsk y Mścisław. Fue suprimida en 1795 por el Imperio ruso pero continuó siendo listada en el Anuario Pontificio hasta 1847.

## Territorio y organización

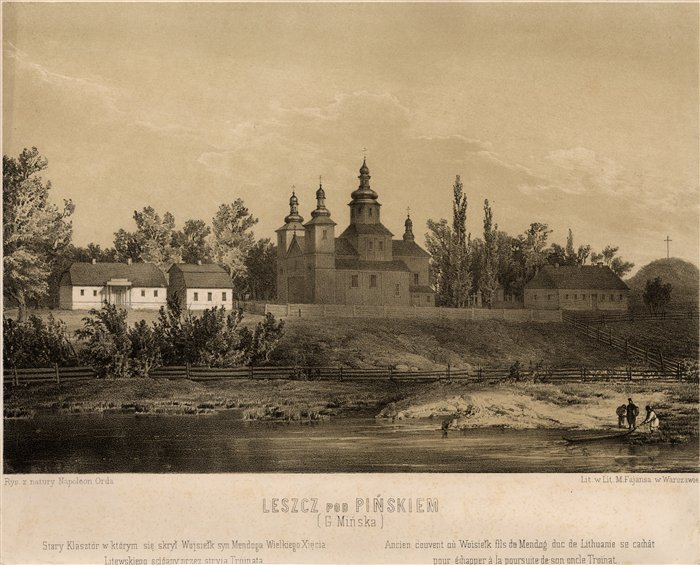
Excatedral de la Dormición de la Madre de Dios, en Pinsk

La eparquía extendía originalmente su jurisdicción sobre los fieles de rito bizantino greco-católicos residentes en parte de la República de las Dos Naciones, comprendiendo principalmente la parte oriental del voivodato de Brest.
La sede de la eparquía se encontraba en la ciudad de Pinsk, en donde se hallaba la Catedral de la Dormición de la Madre de Dios (que pasó a la Iglesia ortodoxa rusa en 1839 y se destruyó por un incendió en 1905) hasta que con la supresión de la Compañía de Jesús en 1773 el colegio jesuita de Pinsk se convirtió en la residencia de los obispos y la iglesia de San Estanislao se convirtió en la catedral de la eparquía. Pasó a los ortodoxos en 1799 y de nuevo a los greco-católicos cuando Pinsk pasó a Polonia entre 1918 y 1938. En 1939 se incendió y sus ruinas fueron destruidas en 1953 por la Unión Soviética.

## Historia

### Eparquía ortodoxa
La eparquía de Túrov fue erigida en 1005. Es una de las eparquías ortodoxas más antiguas del territorio de la actual Bielorrusia. Los obispos de la eparquía fueron nombrados por los metropolitanos de Kiev y toda la Rus. La eparquía de Túrov ocupaba un extenso territorio que hoy pertenece a las óblast de Minsk, Gómel, Grodno y Brest. Debido a la destrucción de la ciudad de Túrov, en 1241 la sede de la eparquía se trasladó a la ciudad de Pinsk y tomó el nombre de Túrov y Pinsk. En el siglo XIV la eparquía estuvo tres veces bajo la jurisdicción del metropolitanato de Galitzia y, tras su abolición, de nuevo bajo la de Kiev.

### Eparquía greco-católica de Pinsk y Túrov
Después de la Unión de Brest de 1596, el eparca ortodoxo de Pinsk y Túrau, Jonasz Gogol, se unió a la comunión con la Iglesia de Roma.
Era la más pequeña entre las eparquías uniatas en cuanto al número de creyentes: en 1666, había 10 iglesias parroquiales. En 1676, había 39 sacerdotes en los estados reales de la eparquía, 46 en los estados aristocráticos y 74 en el número total de feligreses. El número de parroquias creció a medida que las iglesias y monasterios ortodoxos se convirtieron al uniatismo. En 1668, el monasterio de Leszczynski de Pinsk se convirtió en greco-católico. A principios del siglo XVIII, había unas 100 parroquias en la eparquía. En 1722, hasta 20 000 personas fueron transferidas a la unión; en 1743, los monasterios Krupyatsky Vvedenski y Asunción de Novodvorski se convirtieron en greco-católicos. En 1772 la eparquía cubría un área de 25 200 km² en el voivodato de Brest y contaba con unos 20 decanatos.
Después de la tercera partición de la República de las Dos Naciones, en 1793 el territorio de la eparquía fue anexado al Imperio ruso. En 1795, debido a la conversión de las parroquias greco-católicas a la ortodoxia y la reorganización de la estructura de la Iglesia greco-católica, la eparquía fue abolida por la emperatriz Catalina II de Rusia y el área quedó dentro de la eparquía de Minsk de la Iglesia ortodoxa rusa. Las parroquias, cuyos fieles seguían siendo greco-católicos, en 1798 pasaron a formar parte de la recién formada eparquía de Brest. El Anuario Pontificio continuó listando la eparquía hasta 1847, por lo que fue suprimida de iure por la Santa Sede entre 1847 y 1850, ya que Anuario Pontificio no se publicó en 1848, 1849 y 1850.

## Episcopologio

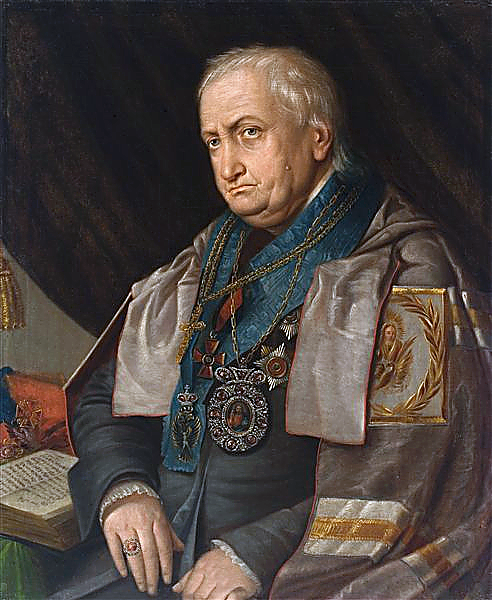
Jozafat Bułhak, último eparca de Pinsk y Túrov

- Jonasz Gogol † (1596-circa agosto de 1602 falleció)
- Paizjusz Onikiewicz-Sachowski † (20 de febrero de 1603-13 de mayo de 1626 falleció)
- Grzegorz Michałowicz † (13 de mayo de 1626 por sucesión-13 de abril de 1632 falleció)
- Rafał Korsak, O.S.B.M. † (19 de abril de 1632-5 de febrero de 1637 sucedió al archieparca de Kiev)
- Pachomiusz Woyna-Orański, O.S.B.M. † (antes del 1 de marzo de 1637-24 de junio de 1653 falleció)
  - Sede vacante (1653-1665)[nota 1]
- Marcjan Białłozor † (circa febrero de 1665-1697[nota 2] nombrado archieparca de Pólotsk, Vítebsk y Mścisław)
- Antoni Żółkiewski † (1697-3 de febrero de 1702 falleció)
- Porfiriusz Kulczycki † (1703-1716 falleció)
- Joachim Ciechanowski † (12 de mayo de 1716-4 de abril de 1719 falleció)
- Teodozy Teofil Godebski, O.S.B.M. † (antes de septiembre de 1720-antes de febrero de 1730 nombrado eparca de Volodímir-Brest)
- Jerzy Bułhak † (marzo de 1730[1]-12 de marzo de 1769 falleció)
- Gedeon Horbacki † (12 de marzo de 1769 por sucesión-circa junio de 1784 falleció)
- Joachim Horbacki † (1784-1 de septiembre de 1793 renunció)
- Jozafat Bułhak, O.S.B.M. † (1 de septiembre de 1793 por sucesión-1795 renunció)